# Casapinta
Casapinta är en ort och kommun i provinsen Biella i regionen Piemonte i Italien. Kommunen hade 419 invånare (2018).